# Yoshika Matsubara
Yoshika Matsubara (født 19. august 1974) er en japansk fodboldspiller. Han var en del af den japanske trup ved Sommer-OL 1996.